# البراودة (يريم)

تعديل مصدري - تعديل

البراودة محلة تابعة لقرية عرب، التابعة لعزلة بني منبة بمديرية يريم إحدى مديريات محافظة إب في الجمهورية اليمنية.، بلغ تعداد سكانها 261 حسب تعداد اليمن لعام 2004.